# Куентин Тарантино
Куѐнтин Тарантѝно (на английски: Quentin Jerome Tarantino; роден на 27 март 1963 г.) е американски сценарист, продуцент, режисьор и актьор.

## Биография
Куентин Джером Тарантино е роден в Ноксвил, но когато е на четири години, семейството му се мести в Калифорния. Той си спомня, че баба му редовно му говорела за филмите на Джон Уейн и малко по малко разпалвала страстта му към киното.
Като малък Куентин показва интересни творчески заложби, като пише на майка си тъжни истории за Деня на майката. Интересът на момчето към училището е минимален за сметка на този към киното, а единственият предмет, който го вълнува, е историята. След като завършва гимназия Тарантино започва работа като разпоредител в кино с порно филми. Освен това започва да ходи на курсове по актьорско майсторство. По-късно работи във Video Archives, а в този период пише сценариите за „Истински романс“ и „Родени убийци“. Има коефициент на интелигентност 160. Дълги години Тарантино и актрисата Мира Сорвино имали връзка.

## Изкуство

### Филми
За човек, който не е ходил в училище по изкуствата, той се справя много добре и е забелязан в началото на 90'те години с уникалните си промени върху представянето на архетиповата система на американския живот.
Във филмите му винаги присъства огромно количество насилие и жаргонен език. Също така неотделима част е леката нотка на ирония, съпътстваща героите му. Главните персонажи на Тарантино са гангстери или злодеи.

### Музика към филми (саундтракове)
Тарантино е известен с това, че сам подбира музиката към филмите си.
„Когато започвам да правя филм, когато вече имам идеята в главата си, аз започвам да ровя личната си колекция от музика, за да намеря точното съвпадение между персонажа и музиката, духът на филма“
В голяма част музиката към филмите му е от 70'те и 80'те години, типични гангстерски блус- и рок-парчета, рокабили, сърф рок от Дик Дейл

## Филмография

### Режисьор и сценарист
1. My Best Friend's Birthday (1987)
2. Глутница кучета (1992)
3. Криминале (1994)
4. Четири стаи (частта „The Man from Hollywood“) (1995)
5. Джаки Браун (1997)
6. От местопрестъплението – режисира епизода Grave Danger, части 1 и 2
7. Убий Бил (1 & 2) (2003 и 2004)[6]
8. Бибрутално (2007)
9. Гадни копилета (2009)[7]
10. Джанго без окови (2012)[8]
11. Омразната осморка (2015)
12. Имало едно време в Холивуд (2019)

### Сценарист
1. Истински романс (1993)
2. Убийци по рождение (1994)
3. От здрач до зори (1996)
4. Общежитие (2006)

### Актьор
1. My Best Friend's Birthday (1987) Клерънс Пул
2. Глутница кучета (1992) Г-н Кафяв
3. Криминале (1994) Джими Димик
4. Sleep With Me (1994) Syd
5. Destiny Turns On the Radio (1995) Джони Дестини
6. Четири стаи (segment „The Man from Hollywood“) Честър
7. Десперадо (1995) Pick-up Guy
8. От здрач до зори (1996) Ричард Геко
9. Girl 6 (1996) Q.T
10. Little Nicky (2000) Deacon
11. Наричана още... (2002 и 2004) Маккенас Кол в първи и трети сезон

### Продуцент
1. Killing Zoe (1994)
2. Четири стаи (1995)
3. От здрач до зори (1996)
4. Curdled (1996)
5. God Said, 'Ha!' (1998)

## Награди и номинации
| Продукция           | Дата                | Награда                       | Резултат  |
| Оскар               | Оскар               | Оскар                         | Оскар     |
| ------------------- | ------------------- | ----------------------------- | --------- |
| „Криминале“         | 27 март 1995 г.     | Най-добър режисьор            | номинация |
| „Криминале“         | 27 март 1995 г.     | Най-добър оригинален сценарий | награда   |
| „Гадни копилета“    | 7 март 2010 г.      | Най-добър режисьор            | номинация |
| „Гадни копилета“    | 7 март 2010 г.      | Най-добър оригинален сценарий | номинация |
| „Джанго без окови“  | 24 февруари 2013 г. | Най-добър оригинален сценарий | награда   |
| Награда на БАФТА    |                     |                               |           |
| „Криминале“         | 23 април 1995 г.    | Най-добър режисьор            | номинация |
| „Криминале“         | 23 април 1995 г.    | Най-добър оригинален сценарий | награда   |
| „Гадни копилета“    | 21 февруари 2010 г. | Най-добър режисьор            | номинация |
| „Гадни копилета“    | 21 февруари 2010 г. | Най-добър оригинален сценарий | номинация |
| „Джанго без окови“  | 10 февруари 2013 г. | Най-добър режисьор            | номинация |
| „Джанго без окови“  | 10 февруари 2013 г. | Най-добър оригинален сценарий | награда   |
| „Омразната осморка“ | 14 февруари 2016 г. | Най-добър оригинален сценарий | номинация |
| Златен глобус       |                     |                               |           |
| „Криминале“         | 21 януари 1995 г.   | Най-добър режисьор            | номинация |
| „Криминале“         | 21 януари 1995 г.   | Най-добър сценарий            | награда   |
| „Гадни копилета“    | 17 януари 2010 г.   | Най-добър режисьор            | номинация |
| „Гадни копилета“    | 17 януари 2010 г.   | Най-добър сценарий            | номинация |
| „Джанго без окови“  | 13 януари 2013 г.   | Най-добър режисьор            | номинация |
| „Джанго без окови“  | 13 януари 2013 г.   | Най-добър сценарий            | награда   |
| „Омразната осморка“ | 10 януари 2016 г.   | Най-добър сценарий            | номинация |
| Сателит             |                     |                               |           |
| „Убий Бил“          | 23 януари 2004 г.   | Най-добър оригинален сценарий | номинация |
| Сатурн              |                     |                               |           |
| „Истински романс“   | 20 октомври 1994 г. | Най-добър сценарий            | номинация |
| „От здрач до зори“  | 25 юни 1996 г.      | Най-добър сценарий            | номинация |
| „От здрач до зори“  | 25 юни 1996 г.      | Най-добър поддържащ актьор    | номинация |
| „Убий Бил“          | 5 май 2004 г.       | Най-добър режисьор            | номинация |
| „Убий Бил“          | 5 май 2004 г.       | Най-добър сценарий            | номинация |
| „Убий Бил 2“        | 3 май 2005 г.       | Най-добър режисьор            | номинация |
| „Убий Бил 2“        | 3 май 2005 г.       | Най-добър сценарий            | номинация |
| „Гадни копилета“    | 24 юни 2010 г.      | Най-добър режисьор            | номинация |
| „Гадни копилета“    | 24 юни 2010 г.      | Най-добър сценарий            | номинация |
| „Джанго без окови“  | 26 юни 2013 г.      | Най-добър сценарий            | награда   |
| Емпайър             |                     |                               |           |
| „Убий Бил“          | 4 февруари 2004 г.  | Най-добър режисьор            | награда   |
| „Убий Бил 2“        | 13 март 2005 г.     | Най-добър режисьор            | номинация |
| „Гадни копилета“    | 28 март 2010 г.     | Най-добър режисьор            | номинация |
| „Джанго без окови“  | 24 март 2013 г.     | Най-добър режисьор            | номинация |
| „Омразната осморка“ | 20 март 2016 г.     | Най-добър сценарий            | номинация |